# Michael Grillo
Michael Grillo (* 20. Jahrhundert) ist ein Filmproduzent und Regieassistent.
1971 machte Grillo einen Abschluss im Bereich business administration am San Fernando Valley State College, der heutigen California State University, Northridge.
Grillo war seit Mitte der 1970er Jahre als Regieassistent tätig. Zuletzt war er an In the Line of Fire – Die zweite Chance aus dem Jahr 1993 beteiligt. Seit 1984 ist er auch im Bereich der Filmproduktion aktiv, seit 1994 ausschließlich. Eine längerfristige Zusammenarbeit verband ihn dabei mit Regisseur und Produzent Lawrence Kasdan. Auch mit Charles Okun kooperierte er mehrfach.
1979 wurde er mit seinen Regiekollegen für Die durch die Hölle gehen mit dem DGA Award der Directors Guild of America in der Kategorie Outstanding Directorial Achievement in Motion Pictures ausgezeichnet. 
Bei der Oscarverleihung 1989 war Grillo gemeinsam mit Lawrence Kasdan und Charles Okun für Die Reisen des Mr. Leary für den Oscar in der Kategorie Bester Film nominiert.
Zuletzt war Grillo als Ausführender Produzent an einigen Film aus dem Marvel Cinematic Universe beteiligt, so auch an Avengers: Endgame (2019).

## Filmografie (Auswahl)
- 1988: Die Reisen des Mr. Leary (The Accidental Tourist)
- 1991: Rendezvous im Jenseits (Defending Your Life)
- 1991: Grand Canyon – Im Herzen der Stadt (Grand Canyon)
- 1996: Der große Stromausfall – Eine Stadt im Ausnahmezustand (The Trigger Effect)